# Фокин, Юрий Александрович
Юрий Александрович Фокин (1939—2013) — советский и российский учёный в области электроэнергетики, доктор технических наук, профессор кафедры электроэнергетических систем Московского энергетического института (МЭИ ТУ), лауреат премии Правительства РФ и заслуженный работник РАО «ЕЭС России».

## Биография
Юрий Александрович Фокин родился в 1939 году. В 1962 году успешно окончил Московский энергетический институт. Остался работать на кафедре электроэнергетических систем МЭИ. Работал на должности инженера, потом поступил в аспирантуру института. В 1968 году защитил кандидатскую диссертацию на тему, связанную с вероятностно-статистическими методами расчёта нагрузок электроэнергетических систем. С 1968 года вёл в МЭИ педагогическую деятельность.
В 1985 году защитил докторскую диссертацию на тему «Разработка методов определения уровня нагрузок и надежности систем электроснабжения с целью совершенствования их проектирования и эксплуатации», в области электропотребления, надёжности и режимов работы сложных электроэнергетических систем, а также систем электроснабжения. Научные результаты его диссертации указали на возможности развития надежности сложных человеко-машинных энергетических систем.
Область научных интересов Ю. А. Фокина: использование вероятностно-статистических методов в расчётах систем электроснабжения. Разработанные им методы структурно функциональной декомпозиции направлены на разрешение проблем компьютерного управления сложными электроэнергетическими системами.
Под руководством Юрия Фокина было подготовлено и защищено 19 кандидатских диссертаций. Он является автором более 300 научных работ, в том числе книг: «Вероятностные методы в расчётах надежности электрических систем», «Оценка надежности систем электроснабжения», «Надежность и эффективность сетей электрических систем», «Вероятностно-статистические методы в расчётах систем электроснабжения».
Скончался в 2013 году.

## Награды и звания
- Премии Правительства РФ
- Заслуженный работник РАО «ЕЭС России»

## Труды
- Оценка надежности систем электроснабжения : научное издание / Ю. А. Фокин, В. А. Туфанов. — М. : Энергоиздат, 1981. — 224 с.
- Вероятностно-статистические методы в расчетах систем электроснабжения : научное издание / Ю. А. Фокин. — М. : Энергоатомиздат, 1985. — 240 с.
- Надёжность и эффективность сетей электрических систем / Ю. А. Фокин. — М. : Высш. шк., 1989. — 152 с. : рис. — (Энергосберегающая технология электроснабжения народного хозяйства: в 5 кн. Кн 3 / под ред. В. А. Веникова). — Библиогр.: с. 149. — ISBN 5-06-000455-4.